# Liste der Stolpersteine in der früheren Provinz Udine

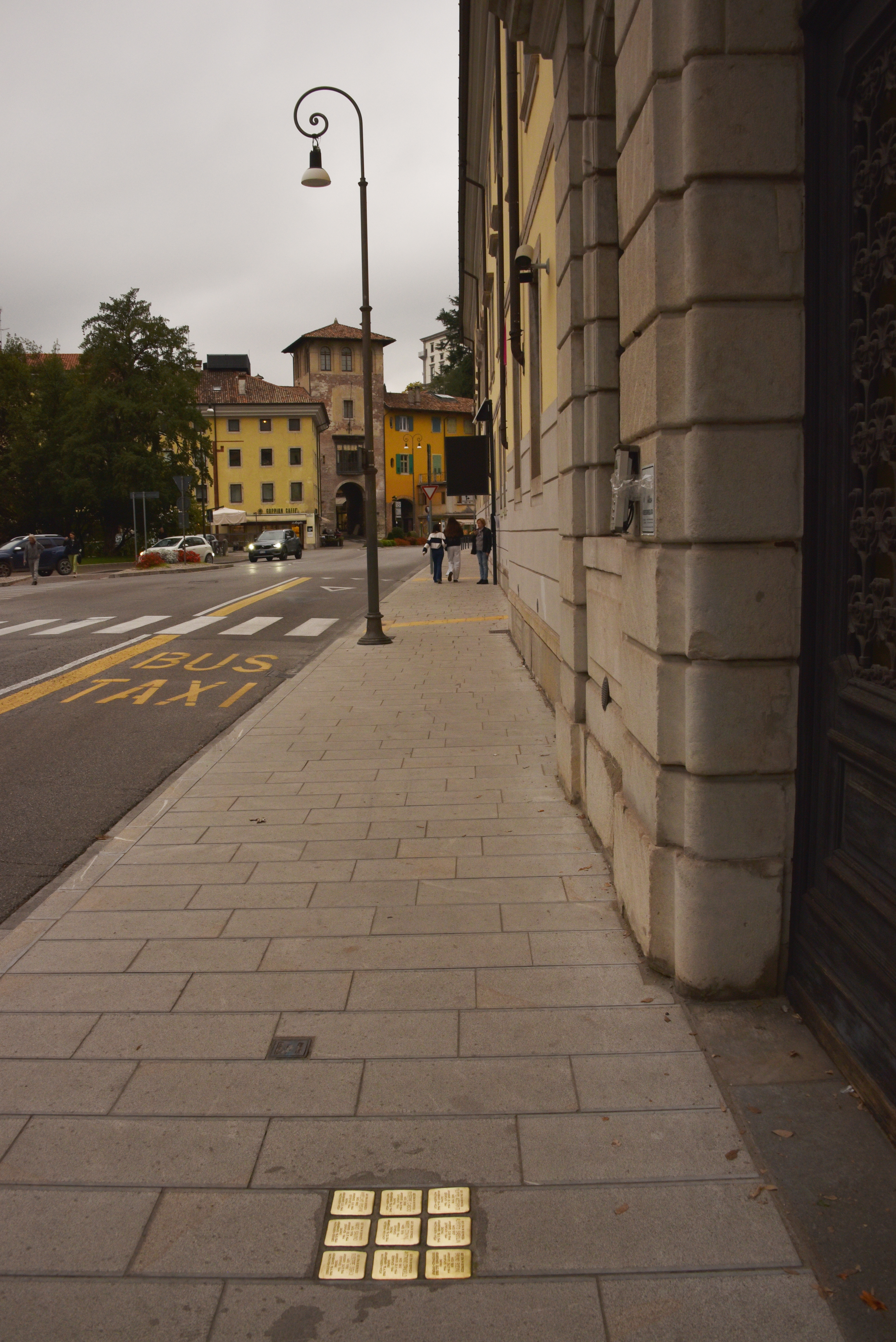
Stolpersteine in Udine

Die Liste der Stolpersteine in der früheren Provinz Udine enthält die Stolpersteine, die vom Kölner Künstler Gunter Demnig in der ehemaligen italienischen Provinz Udine in der Region Friaul-Julisch Venetien verlegt wurden. Stolpersteine erinnern an das Schicksal der Menschen, die von den Nationalsozialisten ermordet, deportiert, vertrieben oder in den Suizid getrieben wurden.
Stolpersteine liegen im Regelfall vor dem letzten selbstgewählten Wohnsitz des Opfers. Die ersten Verlegungen in dieser Provinz fanden am 19. Januar 2020 statt. Die italienische Übersetzung des Begriffes Stolpersteine lautet: pietre d’inciampo.

## Listen der Stolpersteine
Die Tabelle ist teilweise sortierbar; die Grundsortierung erfolgt alphabetisch nach dem Familiennamen.

### Campoformido
In Campoformido wurde ein Stolperstein verlegt.
| Stolperstein | Übersetzung | Verlegeort             | Name, Leben                |
| ------------ | --- | ---------------------- | -------------------------- |
| -            | IN CAMPOFORMIDO WOHNTE EUTIMIO PAGANI JG. 1892 VERHAFTET 1.11.1944 DEPORTIERT 7.2.1945 MAUTHAUSEN ERMORDET 9.2.1945 AMSTETTEN | Municipio Campoformido | Eutimio Pagani (1892–1945) |

### Cervignano del Friuli
In Cervignano del Friuli wurden drei Stolpersteine an zwei Adressen verlegt.
| Stolperstein | Übersetzung | Verlegeort                         | Name, Leben                  |
| ------------ | --- | ---------------------------------- | ---------------------------- |
|              | IN STRASSOLDO WOHNTE GERARDO BULZICH JG. 1887 VERHAFTET 19.1.1944 DEPORTIERT MAUTHAUSEN ERMORDET 8.12.1944          | Porta Cistigna Strassoldo          | Gerardo Bulzich (1887–1944)  |
|              | IN STRASSOLDO WOHNTE GIROLAMO BULZICH JG. 1910 VERHAFTET 19.1.1944 DEPORTIERT MAUTHAUSEN ERMORDET 18.4.1944 EBENSEE | Porta Cistigna Strassoldo          | Girolamo Bulzich (1910–1944) |
|              | HIER WOHNTE ENNIO ONGARO JG. 1926 VERHAFTET 1944 DEPORTIERT BUCHENWALD ERMORDET                                     | Via Roma, 66 Cervignano del Friuli | Ennio Ongaro (1926–1944/45)  |

### Marano Lagunare
In Marano Lagunare wurde ein Stolperstein verlegt.
| Stolperstein | Übersetzung                                                                                    | Verlegeort    | Name, Leben               |
| ------------ | ---------------------------------------------------------------------------------------------- | ------------- | ------------------------- |
|              | HIER WOHNTE MARCO BIANCHI GEBOREN 1899 VERHAFTET 2.8.1944 DEPORTIERT DACHAU ERMORDET 22.1.1945 | Via Sinodo, 3 | Marco Bianchi (1899–1945) |

### Pasian di Prato
In Pasian di Prato wurden drei Stolpersteine an einer Adresse verlegt.
| Stolperstein | Übersetzung | Verlegeort                | Name, Leben                  |
| ------------ | --- | ------------------------- | ---------------------------- |
|              | IN PASIAN DI PRATO WOHNTE MAURO BRAMANTE JG. 1924 VERHAFTET 28.7.1944 DEPORTIERT BUCHENWALD, DACHAU BEFREIT                          | Municipio Pasian di Prato | Mauro Bramante (1924–)       |
|              | IN PASIAN DI PRATO WOHNTE EGIDIO CAUTERO JG. 1924 VERHAFTET 11.12.1944 DEPORTIERT FLOSSENBÜRG ERMORDET 30.4.1945 DACHAU              | Municipio Pasian di Prato | Egidio Cautero (1924–1945)   |
| -            | IN PASIAN DI PRATO WOHNTE ARISTIDE COMUZZI JG. 1924 VERHAFTET 12.10.1944 DEPORTIERT DACHAU, BUCHENWALD ERMORDET 10.2.1945 NATZWEILER | Municipio Pasian di Prato | Aristide Comuzzi (1924–1945) |

### Tavagnacco
In Tavagnacco wurden drei Stolpersteine verlegt, alle an der Piazza Indipendenza.
| Stolperstein | Übersetzung | Verlegeort                            | Name, Leben                    |
| ------------ | --- | ------------------------------------- | ------------------------------ |
|              | IN TAVAGNACCO WOHNTE LINEO CUBERLI GEB. 1908 VERHAFTET 30.1.1945 DEPORTIERT DACHAU ERMORDET 23.4.1945               | Piazza Indipendenza, 1 · Tavagnacco · | Lineo Cuberli (1908–1945)      |
|              | IN TAVAGNACCO WOHNTE LUIGI DI BENEDETTO GEB. 1918 VERHAFTET 9.11.1944 DEPORTIERT 1944 BUCHENWALD ERMORDET 18.3.1945 | Piazza Indipendenza, 1 · Tavagnacco · | Luigi Di Benedetto (1918–1945) |
|              | IN TAVAGNACCO WOHNTE ERMANNO RASPELLI GEB. 1895 VERHAFTET 1944 DEPORTIERT DACHAU ERMORDET 7.5.1945 KEMPTEN          | Piazza Indipendenza, 1 · Tavagnacco · | Ermanno Raspelli (1903–1945)   |

### Udine
In der Provinzhauptstadt Udine wurden 27 Stolpersteine an neunzehn Adressen verlegt.
| Stolperstein | Übersetzung | Verlegeort                               | Name, Leben |
| ------------ | --- | ---------------------------------------- | --- |
|              | HIER VERRICHTETE DEN DIENST FILIPPI ACCORINTI GEBOREN 1916 VERHAFTET 22.7.1944 DEPORTIERT 1944 DACHAU ERMORDET 20.4.1945 MAUTHAUSEN-MELK | Via Treppo, 4 (vor der früheren Questur) | Filippo Accorinti (1916–1945) |
|              | HIER VERRICHTETE DEN DIENST ALBERTO BABOLIN GEBOREN 1917 VERHAFTET 2.8.1944 DEPORTIERT 1944 DACHAU ERMORDET [...] 1945 MAUTHAUSEN-MELK   | Via Treppo, 4 (vor der früheren Questur) | Alberto Babolin (1917–1945) |
|              | HIER WOHNTE LUIGI BASANDELLA GEBOREN 1921 VERHAFTET 30.1.1945 DEPORTIERT MAUTHAUSEN-GUSEN ERMORDET 25.4.1945                             | Via Pozzuolo 16 ·                        | Luigi Basandella wurde 1921 geboren. er lebte im Viertel Sant’Osvaldo in Udine und arbeitete als Elektriker. Wie auch einige Mitglieder seiner Familie schloss er sich der sogenannten Gappisti (GAP = Gruppi di Azione Patriottica) der Resistenza an. Zusammen mit seinen Brüdern wurde er in Zampis, einer Fraktion der Gemeinde Pagnacco, am 30. Januar 1945 verhaftet. Kurze Zeit später wurde er in das KZ Mauthausen deportiert. Luigi und sein Bruder Piero waren mit Isi Benini, welcher später Journalist des Messaggero Veneto und der Rai werden sollte, in Gefangenschaft. Eines Tages floh Luigi aus dem Lager, um einige Zwiebeln für kranke Häftlinge zu besorgen. Luigi Basandella wurde erwischt und vor seinem Bruder an Elektrokabeln aufgehängt. Sein Bruder Piero überlebte die Gefangenschaft im Lager, beging aber im Alter von 60 Jahren Selbstmord. |
|              | HIER WOHNTE ONELIO BATTISACCO GEBOREN 1920 VERHAFTET 2.1.1945 DEPORTIERT MAUTHAUSEN ERMORDET 21.3.1945                                   | Via Veneto 253 ·                         | Onelio Battisacco wurde am 27. Januar 1920 geboren. Er arbeitete zusammen mit seinem Bruder Giuseppe als Zimmermann in einer Werkstatt hinter dem Wohnhaus. Gemeinsam mit Giuseppe trat er in eine Gruppe Revolutionärer namens Glauco ein. Am 2. Januar 1945 wurde Onelio verhaftet, in das Gefängnis in der Via Spalato gebracht und dort verhört. Im Jahr 1945 wurden er und sein Bruder schließlich in das KZ Mauthausen bei Linz deportiert. Onelio Battisacco starb am 21. März 1945 im KZ Mauthausen. Sein Bruder Giuseppe wurde befreit und konnte nach Udine zurückkehren. |
|              | HIER WOHNTE GIOVANNI BATTISTA BERGHINZ GEBOREN 1918 VERHAFTET 28.7.1944 INTERNIERT RISIERA DI SAN SABBA ERMORDET 12.8.1944               | Via Giosuè Carducci 2 ·                  | Giovanni Battista Berghinz wurde im Jahr 1918 in Montecatini Terme in der Provinz Pistoia geboren. Er hatte ein Literaturstudium abgeschlossen. Als Artillerie-Leutnant wurde er nach Frankreich und Italienisch-Ostafrika versetzt. Nach dem Waffenstillstand von Cassibile kam er nach Udine und schloss sich im November 1943 der Partisanengruppierung der Division Osoppo-Friuli an. Zusammen mit den Kameraden seiner Division verrichtete er einige Handstreiche und Sabotageaktionen, während denen er seinen Schlachtnamen „Barni“ trug. Am 28. Juli 1944 fiel er schließlich den Deutschen in die Hände. Während seiner Gefangenschaft wurde er gefoltert und sogar geblendet. Aber man brachte kein Wort aus Giovanni Battista Berghinz heraus. Schließlich überstellte man ihn ins KZ Risiera di San Sabba in Triest, wo er am 12. August 1944 erschossen wurde. Nach seinem Tod gestand man Giovanni Battista Berghinz die Goldene Tapferkeitsmedaille zu. |
|              | HIER WOHNTE MARCO BIANCHI GEB. 1899 VERHAFTET 2.8.1944 DEPORTIERT 1944 DACHAU ERMORDET 22.1.1945                                         | Via Mercatovecchio, 12 Udine             | Marco Bianchi (1908–1945) |
|              | HIER VERRICHTETE DEN DIENST BRUNO BODINI GEBOREN 190. VERHAFTET 24.7.1944 DEPORTIERT 1944 DACHAU ERMORDET 20.2.1945 BUCHENWALD-[...]     | Via Treppo, 4 (vor der früheren Questur) | Bruno Bodini (1909–1945) |
|              | HIER VERRICHTETE DEN DIENST GIUSEPPE CASCIO GEBOREN 1912 VERHAFTET 24.7.1944 DEPORTIERT 1944 DACHAU ERMORDET 12.2.1945 MAUTHAUSEN-MELK   | Via Treppo, 4 (vor der früheren Questur) | Giuseppe Cascio (1912–1945) |
|              | HIER WOHNTE SILVANO CASTIGLIONE GEBOREN 1923 VERHAFTET 11.1.1945 DEPORTIERT MAUTHAUSEN ERMORDET 5.5.1945                                 | Via Brenari 14 ·                         | Silvano Castiglione, geboren im Jahr 1922, war Buchhalter aus Udine. Er schloss sich der 2. Division Osoppo als Militant an. Am 9. Januar 1945 nahm man ihn als politischen Gefangenen fest. Silvano Castiglione wurde ins KZ Mauthausen deportiert und verlor dort am Tag der Befreiung des Lagers am 5. Mai 1945 im Alter von 22 Jahren sein Leben. Sein Vater war ebenfalls in einem KZ interniert und kehrte nach seiner Befreiung nach Udine zurück. |
|              | HIER WOHNTE CARLO CHIARUTTINI GEB. 1921 VERHAFTET 10.1.1945 DEPORTIERT MAUTHAUSEN ERMORDET 17.4.1945                                     | Via Isonzo, 10 Udine                     | Carlo Chiaruttini (1921–1945) |
|              | HIER WOHNTE LUIGI COSATTINI GEBOREN 1913 VERHAFTET 27.2.1944 DEPORTIERT 1944 BUCHENWALD ERMORDET APR. 1945 ASCHERSLEBEN                  | Via Benedetto Cairoli 4 ·                | Luigi Cosattini wurde am 27. Februar 1913 in Udine geboren. Die Mitglieder seiner Familie waren überzeugte Antifaschisten. Im Jahr 1926 zerstörten und entzündeten die squadristi udinesi, eine nicht staatlich organisierte faschistische Miliz, das Haus von Luigis Vater Giovanni. Daraufhin zog die Familie nach Venedig, wo Luigi das städtische Gymnasium besuchte. Nach seinem Schulabschluss studierte er Jura in Padua. 1934 trat „Gigi“, wie ihn Familienmitglieder und Schulfreunde nannten, den Militärdienst an. Nach Abschluss der Scuola allievi ufficiali in Bra, einer Art Militärakademie, war Luigi Cosattini 1939 bereits als freier Dozent für Zivilrecht und Lehrbeauftragter für Arbeitsrecht an der Universität Padua tätig. 1940 wurde Cosattini einberufen, 1941 aber trotzdem als Lehrbeauftragter für Zivilrecht in Urbino und Triest tätig. Obwohl er als Soldat in der Toskana war, nahm er 1942 an der Gründungsversammlung des venetischen Partito d’Azione (politische Partei zwischen 1942 und 1946) in Treviso teil. Außerdem stand er in engem Kontakt mit Liberalsozialisten aus Florenz. Am Tag des Waffenstillstands von Cassibile am 8. September 1943 befand sich Luigi Cosattini in Marina di Pietrasanta, einer Fraktion in der Provinz Lucca, wo er das Kommando über eine batteria costiera, einer Küstenbefestigung, führte. Er versuchte den Kommandanten seines Regiments zu überzeugen, sich gegen die Deutschen aufzulehnen. Am 12. September machte er sich aus dem Staub. Er schloss sich daraufhin den Partisanen in der Toskana an und arbeitete dann an der Propaganda und dem Verbindungsaufbau in Venetien, dem Friaul und der Emilia-Romagna. Am 27. Februar 1944 verhaftete die SS Luigi Cosattini in Udine, als sie eigentlich seinen Bruder Alberto suchten. Er wurde im Gefängnis von Triest festgehalten und strengen Befragungen unterzogen. Der junge Luigi gab aber nicht nach und gab keine Informationen über den Aufenthaltsort seines Bruders preis. Am 21. Juni 1944 wurde er ins KZ Buchenwald deportiert und später ins Außenlager Aschersleben überstellt. Während der letzten Tage seines Lebens lehnte er sich gegen die Wärter auf, um seine Mithäftlinge zu schützen und zu verteidigen. Luigo Cosattini verlor sein Leben im April 1945. |
|              | HIER WOHNTE ANTONIO DANELUTTI GEB. 1923 VERHAFTET 29.9.1944 DEPORTIERT 1944 MAUTHAUSEN ERMORDET 1.3.1945                                 | Vicolo dello Schioppettino, 13 Udine     | Antonio Danelutti (1923–1945) |
|              | HIER WOHNTE CECILIA DEGANUTTI GEBOREN 1914 VERHAFTET 6.1.1945 INTERNIERT RISIERA DI SAN SABBA ERMORDET 4.4.1945                          | Via Giuseppe Girardini 5 ·               | Cecilia Deganutti wurde am 26. Oktober 1914 in Udine geboren. Während des Zweiten Weltkriegs wurde Cecilia zur diplomierten Krankenschwester des italienischen Roten Kreuzes ausgebildet. Gleich nach dem Waffenstillstand widmete sie sich unter der Leitung des Roten Kreuzes der Betreuung italienischer Soldaten, die sich in deutscher Gefangenschaft befanden. Nach ihrer Rückkehr nach Italien schloss sich Cecilia Deganutti der Widerstandsbewegung an und war in der Brigade Osoppo-Friuli aktiv. Die junge Frau leistete monatelang wichtige Informationstätigkeiten in Udine und der Bassa Friulana, einer Region von Friuli. Schließlich wurde sie in Udine von deutschen Soldaten festgenommen und nach Triest gebracht. Trotz der schrecklichen Folter der Schutzstaffel schwieg Cecilia und verriet keine Informationen über ihre Kameraden. Während ihrer Gefangenschaft ermutigte sie ihre Mitgefangenen laufend trotz der schlimmen Umstände. Schließlich überstellte man sie ins berüchtigte KZ Risiera di San Sabba. Am 4. April 1945, wenige Wochen vor Kriegsende und der Befreiung, wurde Cecilia Deganutti ermordet und ihr Leichnam in den Krematoriumsöfen verbrannt. Für ihre besonderen Dienste, ihren Mut und ihre Selbstlosigkeit verlieh man Cecilia Deganutti die Medaglia d’oro della Croce Rossa, die goldene Verdienstmedaille des Roten Kreuzes. |
|              | HIER WOHNTE FEDERICO DE PAULI GEB. 1913 VERHAFTET 13.1.1945 DEPORTIERT DACHAU ERMORDET 19.4.1945                                         | Via Veneto, 34 Udine                     | Federico De Pauli (1913–1945) |
|              | HIER WOHNTE GIORDANO GREMESE GEB. 1913 VERHAFTET 9.8.1944 DEPORTIERT 1944 DACHAU, NATZWEILER ERMORDET 17.4.1945 FLOSSENBÜRG              | Viale Venezia, 202 Udine                 | Giordano Gremese (1913–1945) |
|              | HIER WOHNTE LEONE JONA GEBOREN 1882 VERHAFTET 9.1.1944 DEPORTIERT AUSCHWITZ ERMORDET 7.9.1944                                            | Via San Martino 28 ·                     | Leone Jona wurde am 8. Juni 1882 in Venedig geboren. Seine Eltern waren Elda Rocca und Massimo Jona. Leone hatte einen Bruder namens Giuseppe (1887). Am 9. Januar 1944 wurde Leone in Udine festgenommen und war daraufhin im Gefängnis von Triest in Haft. Nach fast 8 Monaten in Gefangenschaft wurde Leone am 2. September 1944 mit dem Transport Nr. 37T ins KZ Auschwitz deportiert. Bei seiner Ankunft in Auschwitz am 7. September wurde Leone Jona mit dem Buchstaben S registriert und sofort ermordet. |
|              | HIER WOHNTE ELIO MORPURGO GEBOREN 1858 VERHAFTET 26.3.1944 DEPORTIERT GESTORBEN MÄRZ 1944 WÄHREND DES TRANSPORTS NACH AUSCHWITZ          | Via Savorgnana 10 ·                      | Elio Morpurgo wurde am 10. Oktober 1858 in Udine geboren. Seine Eltern waren Carolina Luzzato und Abramo Morpurgo, ein Bankier. Er absolvierte seine Ausbildung in Udine und war gelernter Buchhalter. Bereits 1885 wurde er Mitglied des Gemeinderats und daraufhin zum Finanzstadtrat ernannt. Von 1889 bis 1894 war Elio Morpurgo Bürgermeister von Udine und nutzte seine vielseitigen Fähigkeiten, um das Bestmögliche aus der Stadt herauszuholen. 1890 heiratete er Eugenia Basevi und hatte drei Kinder mit ihr: Enrico, Elda und Elena. Ab 1902 wurde er wiederholt zum Direktor der Banca di Udine ernannt. Welche Jahre zuvor von seinem Vater und anderen lokalen Finanzexperten gegründet worden war. Elio Morpurgo war auch in vielen anderen Bereichen aktiv, z. B. war er zwischen 1880 und 1905 Präsident des Teatro sociale di Udine. 1910 starb seine Ehefrau Elena, welche aufgrund ihres wohltätigen Engagements in der Stadt hoch angesehen war. Ab 1920 war Elio Morpurgo Mitglied des Senats. Nach Einführung der Italienischen Rassengesetze im Jahr 1938 war Morpurgo dazu gezwungen, alle Ämter abzulegen und sich aus der Öffentlichkeit zurückzuziehen – nur das Amt des Senators durfte er weiterhin innehaben. Nach dem 8. September 1943 wurden die antisemitischen Maßnahmen in Italien von den Deutschen verschärft. Obwohl Elio Morpurgo zuvor der faschistischen Partei beigetreten war, wurde er am 29. Februar 1944 (andere Quellen nennen den 26. März) von Männern der SS in Udine verhaftet. Zu diesem Zeitpunkt war er 86 Jahre alt, krank und halb blind – und aus diesem Grund im Krankenhaus der Stadt, wo er auch verhaftet wurde. Man hielt ihn im KZ Risiera di San Sabba in Triest fest. Am 29. März 1944 deportierte man ihn von Triest ausgehend mit dem Transport Nr. 25T ins KZ Auschwitz. Der Konvoi kam am 4. April an, Elio Morpurgo war während der fünftägigen Reise, vermutlich vor Badgastein, verstorben. |
|              | HIER WOHNTE GIOVAN BATTISTA PERIZ GEB. 1898 VERHAFTET 14.1.1945 DEPORTIERT MAUTHAUSEN ERMORDET 3.3.1945                                  | Via Anton Lazzaro Moro, 45 Udine         | Giovan Battista Periz (1898–1945) |
|              | HIER WOHNTE GIUSEPPE QUAIATTINI GEBOREN 1916 VERHAFTET DEPORTIERT 1944 DACHAU, SPAICHINGEN ERMORDET 21.1.1945                            | Via Bologna 27 ·                         | Giuseppe Quaiattini wurde im Jahr 1916 geboren. Er war Bauer und wurde als junger Mann von der Brigade Osoppo rekrutiert worden. Als er während seiner Arbeit verhaftet wurde, hatte er gerade noch Zeit Avvisate i miei, „Sagt meinen Leuten Bescheid!“, zu rufen. Am 3. November 1944 wurde er ins KZ Natzweiler-Struthof deportiert und bei seiner Ankunft mit der Matrikelnummer 38565 registriert. Später wurde er ins Außenlager Spaichingen überstellt. Am 21. Jänner 1945 wurde Giuseppe Quaiattini in Spaichingen ermordet. |
|              | HIER WOHNTE SILVIO RIZZI GEBOREN 1926 VERHAFTET 26.1.1945 DEPORTIERT MAUTHAUSEN ERMORDET 25.3.1945                                       | Via Bergamo 11 ·                         | Silvio Rizzi wurde im Jahr 1926 geboren. Er arbeitete bei der Banca di Friuli. In jungen Jahren schloss er sich den Partisanen an und erhielt den Namen „Treno“. Er war in der Brigata Garibaldi im Quartiere Rizzi, einem Viertel Udines aktiv. In den Nacht des 25. Januar 1945 drangen Männer der SS in Silvios Haus ein, um ihn zu verhaften. Kurze Zeit später wurde er ins KZ Mauthausen deportiert. Der erst 19-jährige Silvio Rizzi verlor zwei Monate nach seiner Deportation, am 25. März 1945, in Mauthausen sein Leben. Sein Onkel Eliseo Rizzi schrieb Ende der 50er Jahre seine Gedanken in einem Schulheft nieder und widmete es Silvio. |
|              | HIER WOHNTE WALTER VIRGILI GEB. 1923 VERHAFTET 30.1.1945 DEPORTIERT MAUTHAUSEN ERMORDET 9.4.1945 GUSEN                                   | Via Aquileia 36 Udine                    | Walter Virgili (1923–1945) |
|              | HIER WOHNTE MARIO ZANUTTINI GEB. 1911 VERHAFTET 27.1.1945 DEPORTIERT MAUTHAUSEN ERMORDET 2.3.1945                                        | Via Castellana, 46 Udine                 | Mario Zanuttini (1911–1945) |

## Verlegedaten
- 19. Januar 2020: Udine (Via Pozzuolo 16; Via Veneto 253; Via Giosuè Carducci 2; Via Brenari 14)
- 28. Januar 2022: Marano Lagunare
- 29. Januar 2022: Udine (Via Treppo 4)[11]
- 28. Juni 2023: Udine (Via Anton Lazzaro Moro 45; Via Aquileia 36; Via Castellana 46; Via Isonzo 10; Viale Venezia 202; Via Mercatovecchio 12; Via Veneto 34; Vicolo dello Schioppettino 13)
- 2. Juni 2023: Tavagnacco
- 27. Januar 2024: Cervignano del Friuli, Pasian di Prato
- 29. Januar 2024: Campoformido[12]